# Bretfeldovský palác
Bretfeld(ov)ský (Breitfeldský) palác nebo také měšťanský dům U léta a zimy je barokní palác čp. 240/III v Praze 1 na Malé Straně. Je chráněn jako kulturní památka a nachází se na adrese Nerudova 240/33.

## Historie

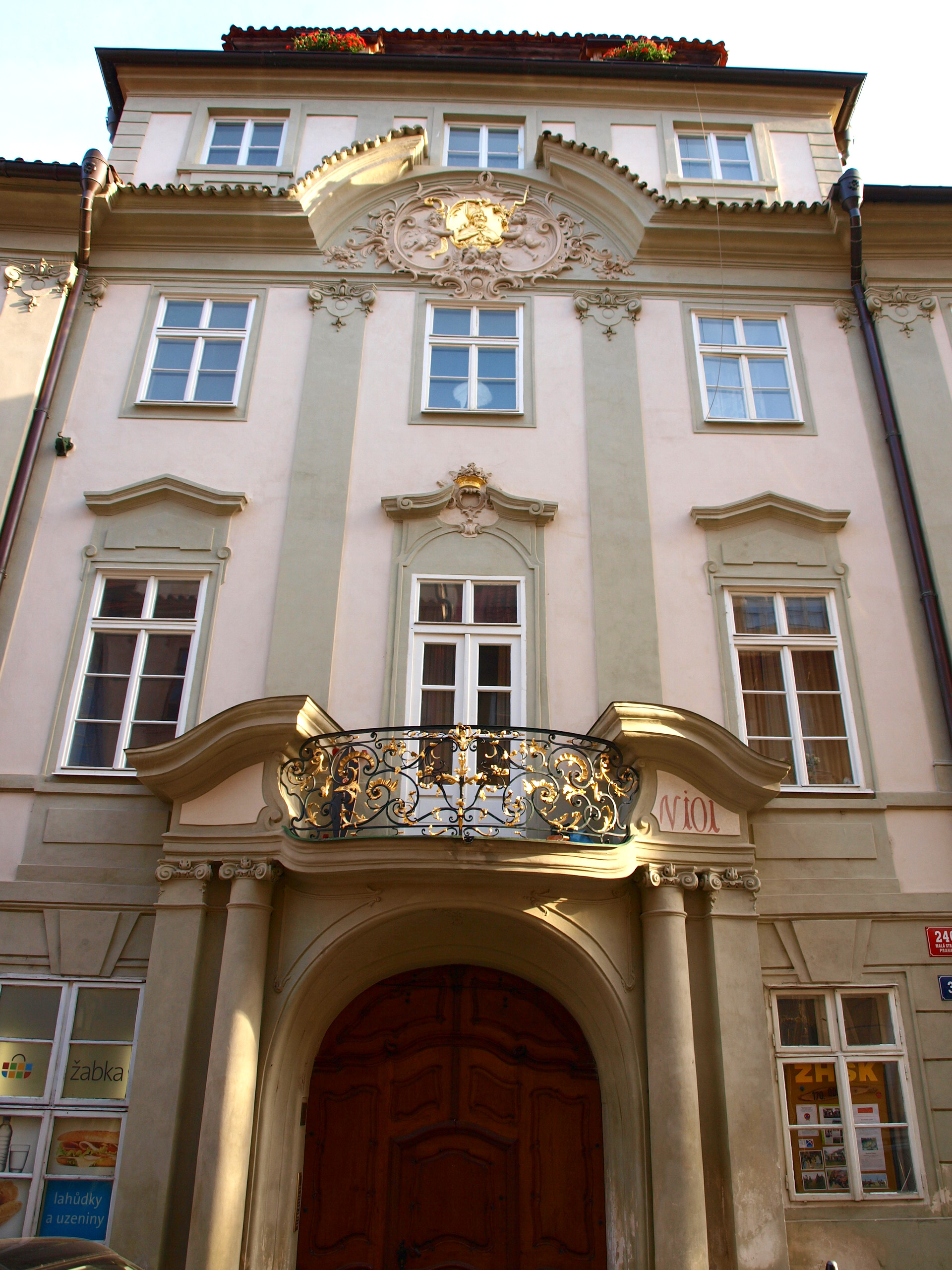
Bretfeldovský palác

Původně to byl měšťanský dům, jehož dispozici určila renesanční a raně barokní výstavba (kolem roku 1659). 13. června 1765 palác zakoupil rektor Karlovy univerzity Josef Bretfeld a téhož roku jej dal přestavět (pravděpodobně Janem Josefem Wirchem).
18. června 1770 Marie Terezie Josefa Bretfelda nobilitovala na šlechtice, 20. ledna 1793 jej císař František II. povýšil na rytíře a 27. listopadu 1807 na svobodného pána. Svobodný pán z Bretfeldu v paláci soustředil rozsáhlou sbírku knih a obrazů a učinil z něj významné společenské středisko, kde se konaly hojně navštěvované plesy a koncerty. Mezi významné hosty v paláci patřili mimo jiné Wolfgang Amadeus Mozart nebo Giacomo Casanova.
Reliéf sv. Mikuláše na průčelí a skupina plastik na schodišti jsou dílem Ignáce Františka Platzera, v prvním patře byly roku 1900 objeveny a restaurovány nástěnné malby.
Po smrti Josefa z Bretfeldu v roce 1820 palác připadl jeho dceři Terezii provdané Lažanské (1780–1833), která jej v roce 1823 prodala. Syn Josefa Bretfelda František Josef Bretfeld-Chlumčanský z Kronenbugu získal dědictvím po otci panství Veselíčko v jižních Čechách.
K baroknímu nárožnímu objektu, původně trojkřídlému s nevelkým obdélným dvorem, byl na jižní straně dodatečně připojen klasicistní dům ve Šporkově ulici 240/2, který byl přestavěn z dřívější hospodářské budovy a leží níže ve svahu. Nesourodost obou staveb zvýrazňuje i rozdílný průběh pater. Hlavní devítiosé průčelí do Nerudovy ulice člení v průčelí pásová bosáž a v patrech mezi okny jónský řád. Krajní rizality zdobí v horní části rokajové kartuše a velká kartuš uprostřed pod hlavní římsou má zlacený reliéf svatého Mikuláše se dvěma anděly, které jsou vytvořeny sochařem Ignácem Františkem Platzerem.